# Linguaggio diagnostico

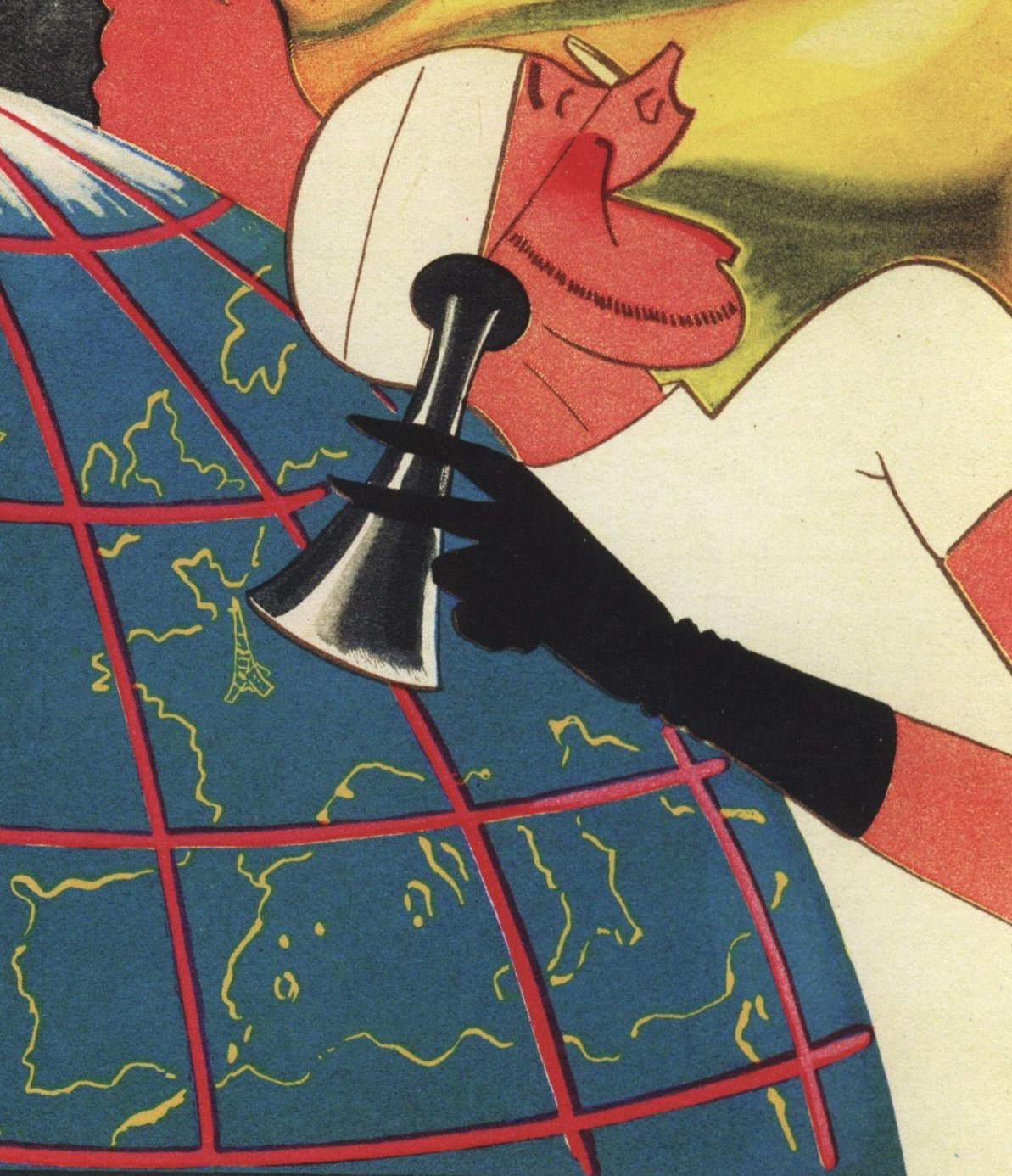
Immagine di copertina della rivista francese Ridendo. Revue gaie pour le médecin negli anni 1934 e 1935 (particolare)

Il linguaggio diagnostico è uno stile di comunicazione socialmente distribuito, il quale, oltre alla medicina, interessa gli ambiti professionali afferenti alle scienze sociali - in particolare le discipline psicologiche e le scienze dell'educazione e della formazione . 

## Storia
La locuzione linguaggio diagnostico è attestata nella lingua italiana dagli inizi dell'Ottocento, con riferimento al lessico della tassonomia (ambito delle scienze naturali) . 
Dalla fine del Novecento questa espressione viene utilizzata nelle scienze sociali, specialmente nella critica del linguaggio della medicina (antipsichiatria) e della psicoanalisi . 
L'argomento si giustifica sulla base del duplice significato della parola diagnosi: quello di "processo investigativo" (tecnica diagnostica) e quello di "prodotto linguistico" (formulazione diagnostica) . 
Col XXI secolo la riflessione di tipo tecnico si estende al dibattito filosofico  ; la diagnosi, trattata esclusivamente in quanto linguaggio, diventa materia per l'educazione alla comunicazione nelle più differenti aree disciplinari .

## Descrizione
In senso ampio, il linguaggio diagnostico è una modalità comunicativa di prestigio, una tendenza a descrivere l'intera realtà in termini investigativi (retorica della complessità). 
In senso stretto, è l'insieme delle formulazioni diagnostiche contenute nei manuali di classificazione utilizzati nelle attività di tipo socio-sanitario e psico-pedagogico. Questi testi sono dotati di caratteristiche trasversali, come la numerosità dei destinatari e la varietà delle denominazioni professionali coinvolte. I manuali diagnostici si differenziano pertanto dalla classificazione ICD, testo ufficiale dello stato il cui pubblico è costituito unicamente da medici . 
Le principali opere di linguaggio diagnostico, considerate in quanto sistema integrato di conoscenze sull'essere umano, sono il DSM (manuale diagnostico e statistico dei disturbi mentali), l'ICF (classificazione internazionale del funzionamento, della disabilità e della salute) e il NANDA (manuale di diagnosi infermieristica) , a cui si aggiungono il PDM (manuale diagnostico psicodinamico) e la CD03 (classificazione diagnostica per l'infanzia) .

## Conseguenze
Le formulazioni linguistiche standardizzate contenute nei manuali di classificazione diagnostica si riferiscono a "oggetti di diagnosi" eterogenei, come disturbi, problemi, bisogni e rischi, non assimilabili al comune concetto di malattia, intesa quale «lesione anatomica o fisiologica dimostrabile» (Thomas Szasz). 
Parallelamente, permane la sovrapposizione dell'idea di diagnosi all'idea di malattia, un diffuso bias cognitivo che favorisce la proliferazione delle "non-malattie"  e del disease mongering. In questo contesto di confusione semantica attorno ai concetti fondamentali della medicina, la teoria del linguaggio diagnostico ripropone un tema centrale della filosofia del linguaggio: il rapporto tra parole e cose, la distinzione tra piano del linguaggio e piano della realtà. 
La riscoperta dell'evidenza che «una mappa non è il territorio» (Alfred Korzybski)  è finalizzata alla riappropriazione da parte dell'individuo di una adeguata consapevolezza della propria posizione nel mondo.